# Karl August Vollmann

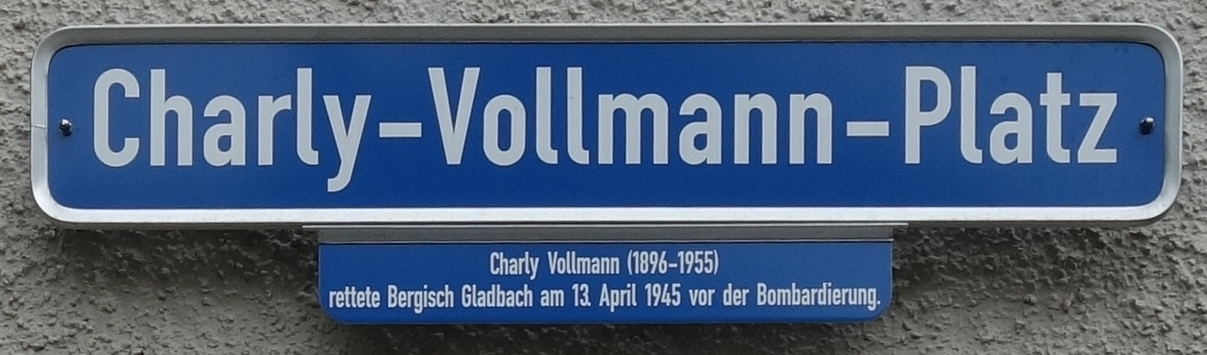
Schild mit Info-Text am Charly-Vollmann-Platz in Bergisch Gladbach

Karl August Vollmann, genannt Charly Vollmann, (* 11. Dezember 1896 in Hoboken (New Jersey), USA; † 11. April 1955 in Bergisch Gladbach) wurde bekannt dadurch, dass er die Bombardierung Bergisch Gladbachs verhinderte.

## Leben und Familie
Karl August Vollmann war von Beruf Werkzeugschlosser und Spediteur. Er lebte bis zum Tod seiner Mutter 1908 in Pittsburgh (USA) und mit kurzen Unterbrechungen seit dem 8. Juli 1908 in Bergisch Gladbach. Sein Vater Peter Vollmann wurde 1870 in Bergisch Gladbach geboren und starb 1910 in Pittsburgh.

## Verdienste um die Stadt Bergisch Gladbach

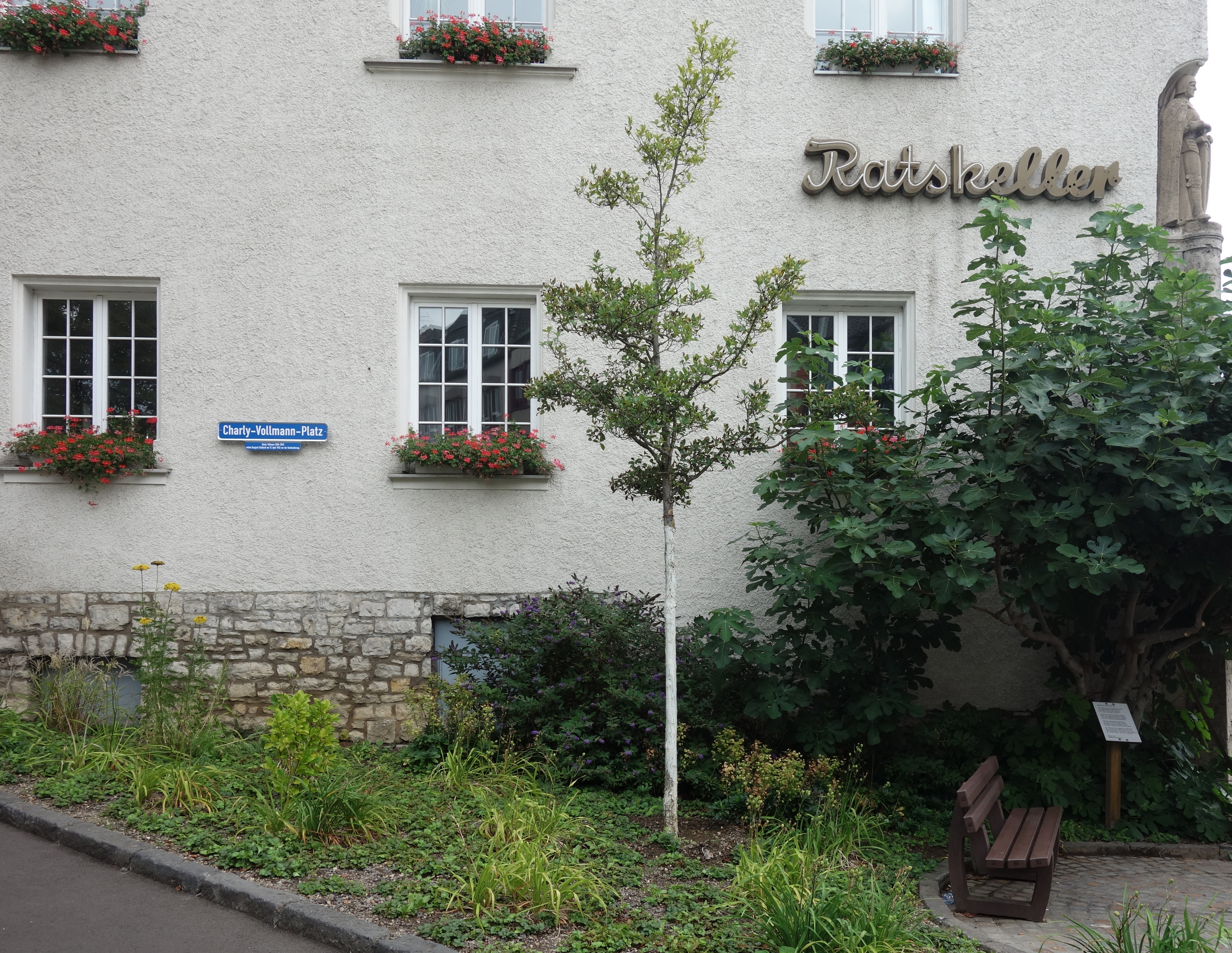
Charly-Vollmann-Platz in Bergisch Gladbach

Beim Einmarsch der amerikanischen Truppen in Bergisch Gladbach am 13. April 1945 befand sich die Befehlsstelle des Revierhauptmanns der Schutzpolizei, Wilhelm Kuhlmann, im alten Rathaus. An diesem Tag traf sich Charly Vollmann dort mit Kuhlmann, um von ihm die Übergabe der Stadt an die Amerikaner zu fordern. Vollmann berichtete Kuhlmann, wie er durch Zufall eine Lagebesprechung zweier amerikanischer Offiziere belauschte, in der die Bombardierung der Stadt beschlossen wurde. Nicht zuletzt auch dank seiner Englischkenntnisse überredete Vollmann die amerikanischen Offiziere, die Bombardierung nicht auszuführen, weil die Bevölkerung ja ohnehin bereitwillig auf den Einmarsch wartete. Die Offiziere ließen Vollmann daraufhin den Polizeiführer holen, um die Stadt den Amerikanern zu übergeben. Die Verhandlungen Vollmanns mit Kuhlmann waren erfolgreich. Als um 17.15 Uhr amerikanische Panzer auf dem Marktplatz vorfuhren, erklärte Kuhlmann den Amerikanern die widerstandslose Übergabe der Stadt.
Letztendlich ist es der Vermittlung Charly Vollmanns zu verdanken, dass Bergisch Gladbach den ursprünglich geplanten Bombardements entging.
Zu Ehren des Retters der Stadt Bergisch Gladbach erhielt im Jahre 2015 der kleine Platz neben dem Historischen Rathaus Stadtmitte den Namen Charly-Vollmann-Platz.